# 第五代格里尼翁侯爵卡洛斯·法尔科

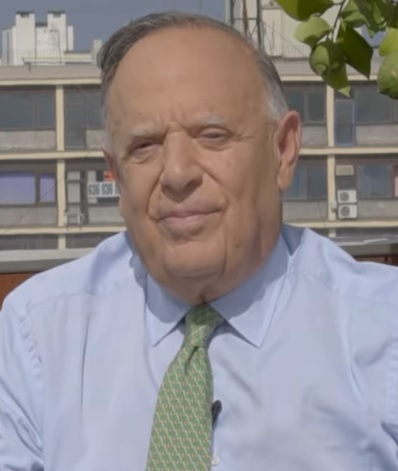
卡洛斯·法尔科

卡洛斯·法尔科-费尔南德斯·德·科尔多瓦（西班牙語：Carlos Falcó y Fernández de Córdoba，1937年2月3日—2020年3月20日），西班牙贵族。第五代格里尼翁侯爵、第十二代卡斯特尔蒙卡约侯爵。

## 生平
卡洛斯·法尔科出生在西班牙的塞维利亚，是曼纽埃尔·法尔科-埃斯坎东（Manuel Falcó Escandón）和Hilda Fernández de Córdoba y Mariátegui所生的长子。他的父亲是第9代蒙特利亚诺公爵、第11代卡斯特尔蒙卡约侯爵、第9代庞斯侯爵及元勋。他的母亲则是第12代米拉韦尔侯爵、第3代圣伊萨贝尔伯爵及第10代贝兰特维利亚伯爵。
1955年，祖父华金·费尔南德斯·德·科尔多瓦（Joaquín Fernández de Córdoba）去世，由他继承了格里尼翁侯爵的爵位。在母亲Hilda去世后，他又于1981年继承了卡斯特尔蒙卡约侯爵的爵位及元勋的位阶。
他管理着家族庄园生产的葡萄酒“格里尼翁侯爵”（Marqués de Griñón），该品牌被美国杂志《葡萄酒观察家》（Wine Spectator）列为世界上最伟大的葡萄酒之一。
2020年3月20日，他因感染2019冠状病毒病，在马德里一家医院去世。

## 子女
Jannine Girod y del Avellanal所生：
- Manuel Falcó y Girod (1964年)
- Alejandra Falcó y Girod, 13th Marchioness of Mirabel (1967出生)

伊莎貝爾·普雷斯勒所生：
- Tamara Falcó y Preysler (1981年)

María de Fátima de la Cierva y Moreno所生：
- Duarte Falcó y de la Cierva (1994年)
- Aldara Falcó y de la Cierva (1997年)